# Світова рада миру

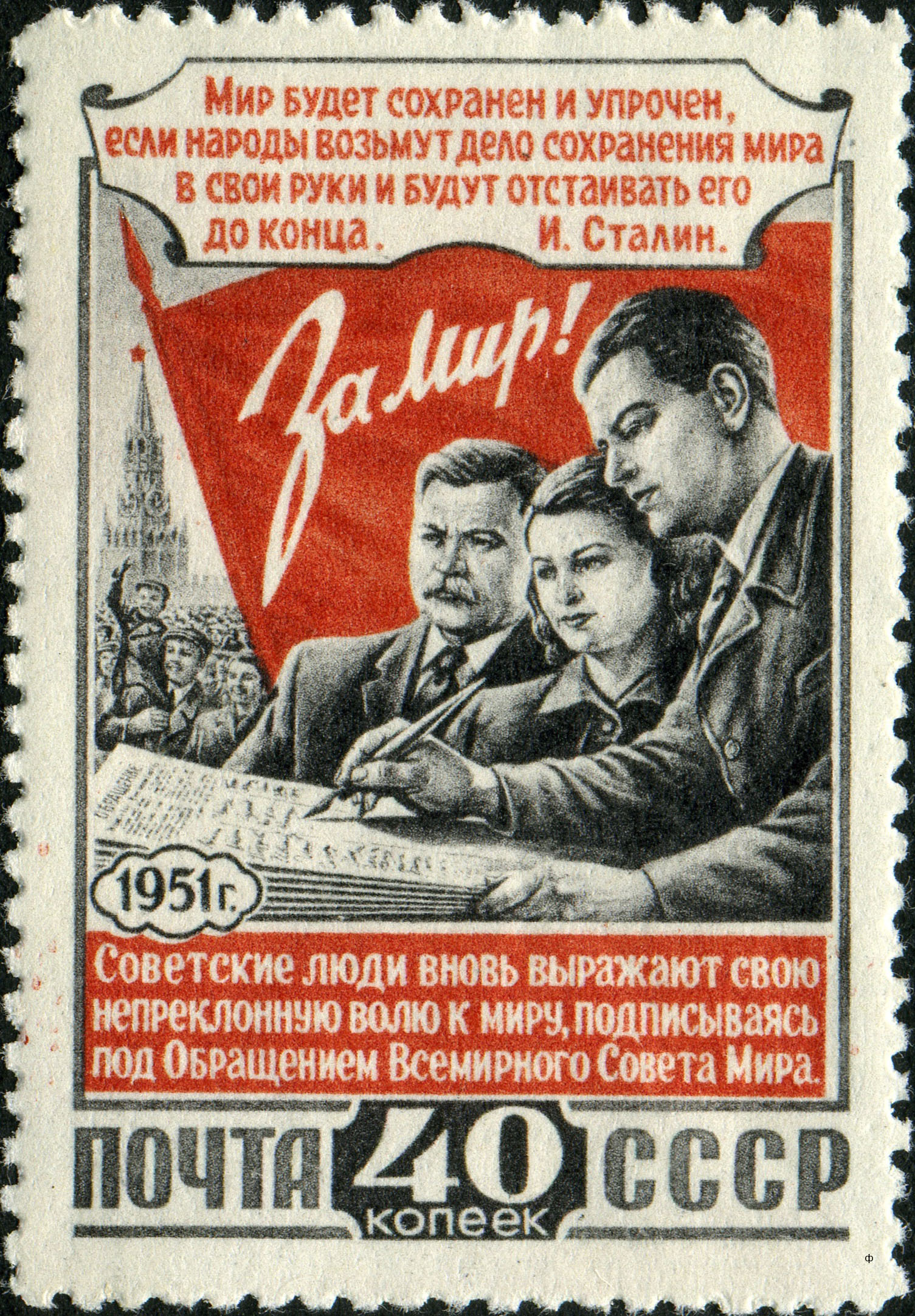
Марка СРСР (1951): 3-я Всесоюзна конференція прихильників миру. Підписання звернення Світової ради миру

Світова Рада Миру або Всесвітня Рада Миру (СРМ) — керівний орган «антиімперіалістичного та антивоєнного демократичного незалежного міжнародного руху прихильників миру». Обирається на світових конгресах і сесіях Руху. Створена у роки холодної війни Радянським Союзом на території окупованої Польщі формально міжнародна організація з представників так званої «прогресивної світової громадськості» для просування радянських стратегічних і воєнних інтересів та підриву обороноздатності демократичних країн західного світу. З моменту свого створення СРМ негласно керувався Міжнародним відділом ЦК КПРС та радянськими спецслужбами, які інфільтрували своїх офіцерів у члени керівних органів СРМ.

## Історія
Була утворена на II Світовому конгресі прихильників миру у Варшаві в листопаді 1950 року, замінивши Постійний комітет Світового конгресу прихильників миру, що існував з 1949 року. Офіційно метою організації вважалась координація діяльності прихильників миру з різних країн, боротьба проти небезпеки світової війни, проти імперіалістичних агресій, за загальне роззброєння та національну незалежність. За видатні заслуги у справі боротьби за мир СРМ нагороджує окремих осіб чи організації Золотими медалями Миру імені Жоліо-Кюрі. Рада видавала журнали кількома мовами, організовувала масштабні «з'їзди прихильників миру».
Офіційні публікації Ради казали, що до її складу входять «представники широких суспільних кіл без розрізнення їхніх політичних та релігійних поглядів», але керівні посади займали комуністи та їхні прибічники. З моменту заснування СРМ стверджувала, що є незалежним рухом, що існує на внески своїх членів, звинувачення в отриманні субсидій з СРСР та інших соціалістичних країн відкидались як «провокаційні». Тільки 1989 року керівництво Ради визнало, що 90% фінансових надходжень до бюджету організації складали перерахування з СРСР.
СРМ активно критикувала агресивні дії США, в тому числі війну у В'єтнамі та численні інтервенції в Латинській Америці, проте ніколи не виступала проти інтервенцій СРСР та його союзників (Чехословаччина, Афганістан, Кампучія). Після радянсько-китайського розриву іншою постійною мішенню для критики стала Китайська Народна Республіка, представники якої офіційно вийшли зі складу СРМ 1966 року.
На початку 1971 року до складу Ради входило близько 600 осіб, рекомендованих національними організаціями прихильників миру, а також міжнародними громадськими організаціями лівої спрямованості — Світовою федерацією профспілок, Міжнародною демократичною федерацією жінок, Міжнародною асоціацією юристів-демократів тощо.
Рада проводила сесії не рідше одного разу на два-три роки.
Рада видавала щомісячні журнали «Кур'єр миру» англійською, французькою, німецькою та іспанською мовами і «Нові перспективи» англійською та французькою мовами.
Розпад СРСР і майже повна втрата фінансування призвели до фактичного краху Світової ради миру. Її штаб-квартира була переведена до Греції, а нині СРМ є малочисельною організацією без серйозного політичного значення.

## Керівні органи
- Президія (створено 1959 року після смерті Фредеріка Жоліо-Кюрі — президента СРМ у 1950–1959 роках)
- Секретаріат на чолі з генеральним секретарем. Секретаріат розташовувався до початку 1990-их років у місті Гельсінкі, нині — в Афінах.

### Президенти СРМ
- Фредерік Жоліо-Кюрі (1950–1959)
- Джон Дезмонд Бернал (1959–1965)
- Ізабелла Блюм (1965–1969)
- Ласаро Карденас (1969–1970)
- Ромеш Чандра (Генеральний секретар (1966–1977), президент (1977–1990))
- Євангелос Махерас (1990–1993)
- Альбертіна Сісулу (1993–2002)
- Орландо Фундора Лопес (2002–2008)
- Марія ду Сокорро Гомес Коельо (обрана 11 квітня 2008)